# Супер Кубок (Індія) з футболу 2019

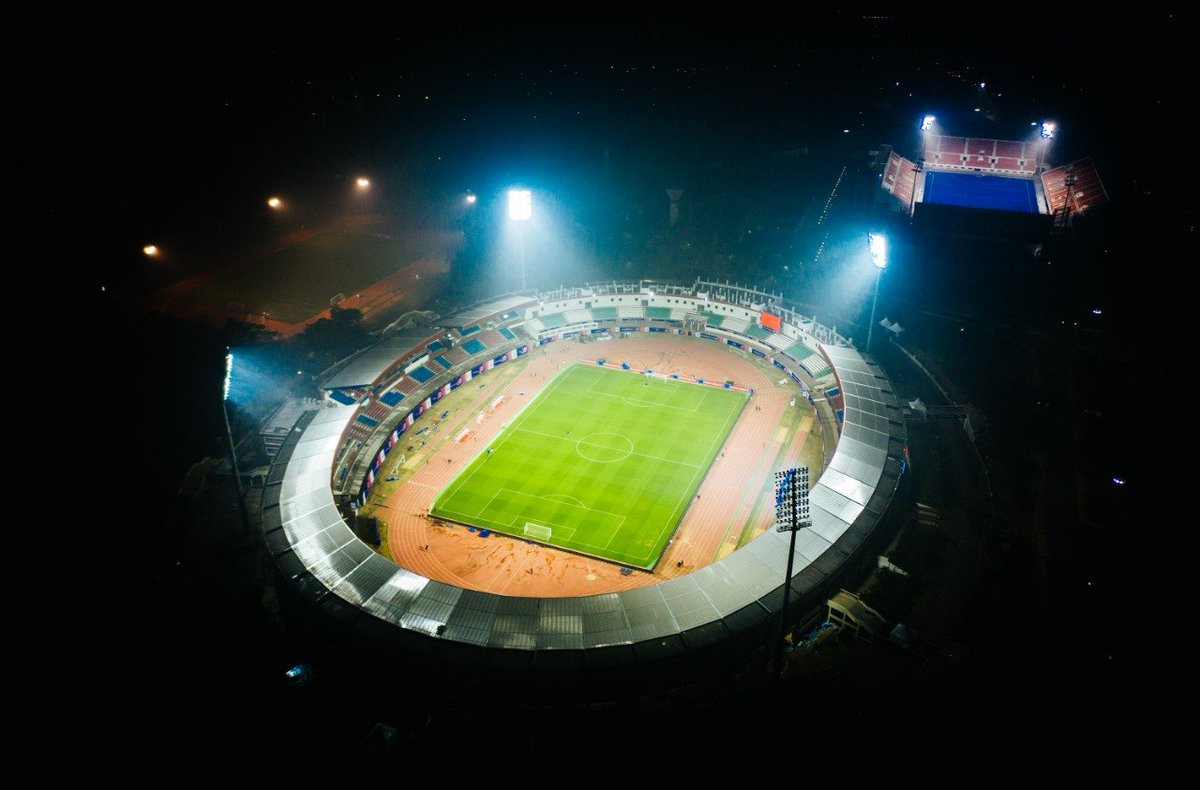
Стадіон

Супер Кубок 2019 — (також відомий як Hero Super Cup) 2-й розіграш кубкового футбольного турніру в Індії, що утворився на заміну Кубку Федерації. У турнірі змагались по 10 найкращих команд з І-Ліги та Індійської Суперліги. Титул володаря кубка здобув Гоа.

## Календар
| Раунд                 | Дата                       | Матчі | Клуби   |
| --------------------- | -------------------------- | ----- | ------- |
| Кваліфікаційний раунд | 15-16 березня 2019         | 4     | 20 → 16 |
| 1/8 фіналу            | 29 березня - 3 квітня 2019 | 8     | 16 → 8  |
| 1/4 фіналу            | 4-7 квітня 2019            | 4     | 8 → 4   |
| 1/2 фіналу            | 9-10 квітня 2019           | 2     | 4 → 2   |
| Фінал                 | 13 квітня 2019             | 1     | 2 → 1   |

## Кваліфікаційний раунд
| Команда 1       | Рахунок | Команда 2       |
| --------------- | ------- | --------------- |
| 15 березня 2019 |         |                 |
| Пуне Сіті       | +:-     | Мінерва Пунджаб |
| Керала Бластерс | 0:2     | Індіан Арроус   |
| 16 березня 2019 |         |                 |
| Делі Дайнамос   | +:-     | Гокулам Керала  |
| Ченнаїн         | +:-     | Аїзаул          |

## 1/8 фіналу
| Команда 1       | Рахунок | Команда 2        |
| --------------- | ------- | ---------------- |
| 29 березня 2019 |         |                  |
| Ченнаїн         | 2:0     | Мумбаї Сіті      |
| 30 березня 2019 |         |                  |
| Індіан Арроус   | 0:3     | Гоа              |
| Делі Дайнамос   | +:-     | Іст Бенгал       |
| 31 березня 2019 |         |                  |
| Мохун Баган     | -:+     | Бенгалуру        |
| Пуне Сіті       | 2:4     | Ченнаї Сіті      |
| 1 квітня 2019   |         |                  |
| АТК             | 3:1     | Реал Кашмір      |
| 2 квітня 2019   |         |                  |
| Джамшедпур      | +:-     | Черчілл Бразерс  |
| 3 квітня 2019   |         |                  |
| НЕРОКА          | -:+     | Норт-Іст Юнайтед |

## 1/4 фіналу
| Команда 1     | Рахунок | Команда 2        |
| ------------- | ------- | ---------------- |
| 4 квітня 2019 |         |                  |
| Бенгалуру     | 1:2     | Ченнаї Сіті      |
| 5 квітня 2019 |         |                  |
| Делі Дайнамос | 3:4     | АТК              |
| 6 квітня 2019 |         |                  |
| Гоа           | 4:3     | Джамшедпур       |
| 7 квітня 2019 |         |                  |
| Ченнаїн       | 2:1     | Норт-Іст Юнайтед |

## 1/2 фіналу
| Команда 1      | Рахунок | Команда 2 |
| -------------- | ------- | --------- |
| 9 квітня 2019  |         |           |
| Ченнаї Сіті    | 0:3     | Гоа       |
| 10 квітня 2019 |         |           |
| Ченнаїн        | 2:0     | АТК       |

## Фінал
| 13 квітня 2019 18:00 (EEST) |

| Гоа                      | 2:1      | Ченнаїн            |
| ------------------------ | -------- | ------------------ |
| Коро 51' Б.Фернандес 64' | Протокол | Рафаел Аугусто 54' |

| Стадіон «Калінга», Бхубанешвар Глядачів: 1 500 Арбітр: Аджит Меетей |